# اتو (سوادکوه)
اتو، روستایی است از توابع بخش مرکزی شهرستان سوادکوه در استان مازندران ایران.
روستاهای امیرکلا،پیرنعیم ،سی پی و ولیلا و لاجیم در مجاورت روستای اتو واقع شده اند۔
ورود مردم غیربومی و ساخت وسازهای نامانوس موجب تغییر چهره روستا گردیده است۔این روستا در پانزده کیلومتری شهر زیراب است و مرکز منطقه کسلیان می باشد۔روستای اتو دارای شهدای گرانقدری مانند شهیدان رضایی،بزرگی،رستمی،یزدانی،رشیدی،عطایی ،طالبی و شهید جاویدالاثر محمد عباسی می باشد۔

## جمعیت
این روستا در دهستان کسلیان قرار دارد و براساس سرشماری مرکز آمار ایران در سال ۱۳۸۵، جمعیت آن ۵۶۵ نفر (۱۳۳خانوار) بوده‌است.
واقع در شهرستان سوادکوه از توابع استان مازندران است که با طبیعت بی‌مانند خود، چشم هر بیننده را مسحور خود می‌کند.این روستا با طبیعت بی‌مانند خود شمار بسیاری از شهرنشینان را به سمت خود جلب کرده و به یک منطقه کاملاً توریستی تبدیل شده‌است.روستای اتو
نام اصلی این روستا با گویش محلی به نام "اتا او" است که در فرهنگ فارسی با نام "یک آب" شناخته می‌شود که از دوران گذشته به عنوان آب شرب و بهداشتی مورد استفاده عموم اهالی روستا بوده و هنوز هم مورد استفاده قرار میگیرد.
در این روستا تمامی فصل‌ها با زیبایی هر چه تمام رخ می نماید و زندگی در دل این روستای شگفت انگیز همچنان جاریست.